# Ajka Kristály
Az Ajka Kristály 1878-as alapítása óta az egyik legrangosabb műhely az európai üvegiparban.
A manufaktúra üvegművészei nemzedékről nemzedékre, sok ezer olyan tervet és gyártási technológiát adtak át, amelyek hűen tükrözték a mesterek különleges tudását.
A terveket nemzetközileg elismert tekintélyes tervezők készítették, amelyek a mai napig színesítik a legkiemelkedőbb márkák kínálatát. Ez a termékválaszték méltán képviseli az üveggyártás csúcsát, és megalapozta Ajka egyedülálló pozícióját a nemzetközi luxusüveg piacon. Az ajkai kézműves mesterek specialitása, a valódi, duplarétegű színes (überfang)   24%-os ólomkristály termékek megalkotása. 
Szintén népszerűek Ajka kiváló minőségű színtelen ólomkristály termékei - dekorációs alkotások, Pate de verre szobrok, tálak, poharak, vázák és minden, amit az üvegipar több mint egy évszázada biztosít az iparág legigényesebb fogyasztóinak. 
Maga az ajkai produkció egyedi, kézzel készített üvegművészet, felülmúlhatatlan minőség és időtlen szépség. 
Az 1970-es évektől a cég büszkén szállítja termékeit olyan ismert márkáknak, mint a Bulgari, Bentley, Cristal De Paris, Christofle, Christian Dior, Daum, Fabergé, Hennessy, Henry Jacques, Edinburgh Crystal, Polo Ralph Lauren, Richard Ginori, Rosenthal , Rolls Roys, Saint Louis, Tiffany, Val Saint Lambert, Versace, William Yeoward, Waterford és még sokan mások.
Ajka közvetlenül vagy ügyfelein keresztül jelen van a világ minden pontján, ahol a legigényesebb luxusotthonokban is megtalálhatók.
Magyarország egyik nemzetközileg is legismertebb üvegipari műhelye, illetve a Magyar Értéktárban szereplő kiemelkedő nemzeti érték (ami a hungarikum megjelölés "előszobája").

## Története
A mai cég elődjét Neumann Bernát alapította 1878-ban a bakonyi üvegfúvó hagyományra alapozva. Neumann bajor és szász mesterek segítségével futtatta fel gyárát, ami főként háztartási üvegárut termelt. Neumann 1891-ben eladta cégét a korábban Kossuch János által alapított családi üveges vállalkozásnak, ami ekkorra több üveghutával is rendelkezett. A cég Kossuch János Ajkai Üveggyára néven folytatta működését és a következő évtizedekben a szakmai befektetőknek köszönhetően igen komoly szakmai fejlődésen ment keresztül. A háztartási üvegáru helyett egyre inkább luxuscikkeket, csiszolt kelyheket gyártottak, amelyekkel egyre távolabbi piacokat tudtak elérni. A cég termékei eljutottak német, amerikai, és indiai piacokra is.
Az első világháború elején a termelés két évig szünetelt, és a két háború közötti időszakban is meglehetősen hullámzó intenzitással folytatódott. A második világháború előtt fellendülés jellemezte a gyárat, majd a háború során előbb hadiipari üzemként működött tovább. A német, később pedig a szovjet csapatok irányítása alá került és nem üvegipari termelést folytattak benne.
Az 1948-as államosításkor 409-410 fő dolgozott a gyárban, ami Ajkai Üveggyár néven – 1963 és 1980 között az Üvegipari Országos Vállalat gyáregységeként, azt megelőzően és követően pedig önálló egységként – folytatta a működést. A termelést modernizálták, a gyár kapacitása kétszeresére bővült, és megindult az ólomkristály üvegek gyártása, amelyek a gyárból kikerülő termékek egyre nagyobb hányadát adták, és külföldön is piaci sikereket értek el.

## Elérhetőség
8400 Ajka, Alkotmány u. 4. sz.
1052 Budapest, Kossuth Lajos utca 10 (márkabolt) 